# Fred Bongusto
 Alfredo Antonio Carlo Buongusto, cunoscut drept Fred Bongusto, (n. 6 aprilie 1935, Campobasso, Molise, Italia – d. 8 noiembrie 2019, Roma, Italia) a fost un cantautor și compozitor italian.